# Yannick Kamanan
Yannick Kamanan, né le 5 octobre 1981 à Saint-Pol-sur-Mer, est un footballeur français. Il évolue au poste d'attaquant.

## Biographie
Après avoir été formé au Mans, il quitte la France pour l'Angleterre et rejoint le club de Tottenham Hotspur. Malgré son jeune âge, 17 ans, il s'entraîne avec l'équipe B de Tottenham pendant ses deux premières saisons, et joue en compétition avec les jeunes de son âge (- de 19 ans). Championnat dans lequel il termine deux années de suite meilleur buteur avec plus de 20 buts par saison. Sa 3e saison, il intègre le groupe professionnel sous l'ordre de Glenn Hoddle, qui lui offre sa 1re apparition en Premier League à l'âge de 19 ans. 
C'est alors sans surprise que Jacques Crevoisier, sélectionneur de l'équipe de France des moins de 19 ans de l'époque, l'appelle à rejoindre son groupe pour préparer l'Euro des moins de 19 ans, aux côtés de Nicolas Penneteau, Djibril Cissé ou encore Philippe Mexès.
Convoité par des clubs anglais et français, il décide de signer pour trois ans au RC Strasbourg, remonté en Ligue 1. Il n'effectue que 3 matches avec deux entrées en jeu contre Nice et Le Havre, et une titularisation avec victoire à la clé, contre Bordeaux.
Lors de sa deuxième année de contrat, il part en prêt au Dijon FCO, entraîné par Rudi Garcia. Le club monte en Ligue 2 et atteint les quarts de finale de la Coupe de France.
La troisième année de contrat avec le RC Strasbourg, il est à nouveau prêté en National, au Gazélec Ajaccio. Une saison pleine encore en termes de matches, mais moyenne statistiquement parlant, avec 7 buts.
Contrat strasbourgeois terminé, il repart à l'étranger, en Belgique, au KV Ostende. Un club avec lequel il reprend confiance, avec des statistiques à 10 buts et 10 passes décisives en tant que milieu gauche.
Libre de tout contrat, il signe en 2006 en Suisse au FC Schaffhouse et n'y reste que la première partie de saison. Touché par une blessure, il marque un seul but, lors de la victoire face au Berner Sport Club Young Boys. 
En janvier 2007, il s'engage en Israël au Maccabi Herzliya pour la fin de saison. Il marque 8 buts en 16 matches de championnat et remporte la Coupe de la Ligue, appelée la Toto Cup, tout en finissant meilleur buteur du club.
Ambitieux, il quitte le Maccabi Herzliya pour le plus gros club du pays, le Maccabi Tel-Aviv. Malgré une élimination dans les tours préliminaires de la Ligue Europa et une cinquième place au classement pour son équipe, il finit deuxième meilleur buteur du championnat et meilleur buteur de son club avec 17 buts toutes compétitions confondues en 31 matches lors de la première année.
La deuxième saison est plus compliquée avec un changement d'entraîneur, qui ne comptait pas sur lui. Il marque 4 buts en 10 matches.
Transféré en janvier pour 100 000 euros, il signe en Turquie à Sivasspor, leader du championnat de l'époque. Sivasspor termine deuxième du championnat, ce qui lui donne accès au troisième tour préliminaire de la Ligue des champions.
La saison 2009-2010 fut plus compliquée avec trois changements d'entraineurs, une élimination dans les tours de Ligue des champions et de Ligue Europa, contre respectivement le Royal Sporting Club Anderlecht et le Chakhtar Donetsk et une 16e position en championnat. Il quitte Sivasspor en 2011, après avoir marqué 15 buts en 45 matches.
Toujours en Turquie, il signe au Mersin Idman Yurdu SK, club promu en Super League. Après un stage concluant, avec 6 buts en 9 matches, Yannick Kamanan était attendu par le public, mais le coach l'a écarté en ne l'alignant dans le 11 de départ, que lors d'un seul match, contre Bursaspor. Il passera le reste du temps sur le banc sans pouvoir exprimer son potentiel pourtant reconnu en Turquie. Ne voyant pas de changement pour lui, il quittera le club lors du mercato de janvier pour l'Azerbaïdjan.
Nouveau pays, nouveau championnat, nouvelle expérience au Gabala FC, qui a comme vice-président Tony Adams, ancienne gloire anglaise, capitaine d'Arsenal et de l'équipe nationale d'Angleterre. Kamanan y signe 2 ans et demi. Un club plein d'ambition, candidat au titre chaque année, avec un effectif considéré comme étant, saison après saison "le meilleur du pays". Il aura marqué 20 buts en 45 matches.

## Carrière
- 1998-1999 : Le Mans UC  France
- 1999-2002 : Tottenham Hotspur  Angleterre
- 2002-2003 : RC Strasbourg  France
- 2003-2004 : Dijon FCO  France
- 2004-2005 : Gazélec Ajaccio  France
- 2005-2006 : KV Ostende  Belgique
- 2006-2007 : FC Schaffhouse  Suisse
- 2006-2007 : Maccabi Herzliya  Israël
- 2007-2009 : Maccabi Tel-Aviv  Israël
- 2009-2011 : Sivasspor  Turquie
- 2011-2012 : Mersin Idman Yurdu SK  Turquie
- 2012-2014 : Gabala FC  Azerbaïdjan[2]
- 2015-2016 : As Aulnoye-Aymeries  France
- 2016-2017 : ES Viry-Chatillon  France
- 2017-2018 : en:Ware F.C.  Angleterre

## Palmarès
- Vainqueur de la Coupe de la Ligue israélienne (Toto Cup) en 2009 avec le Maccabi Tel-Aviv
- Vice-Champion de Turquie en 2009 avec Sivasspor